# Tour Mirabeau
Pour les articles homonymes, voir Mirabeau.
La tour Mirabeau est une tour située dans le quartier du Front de Seine, dans le 15e arrondissement de Paris, en France.

## Histoire

La tour, vue depuis le quai André-Citroën.

Cette tour est la plus au sud du Front de Seine, à proximité immédiate du pont Mirabeau. Elle est composée de trois branches et forme un îlot triangulaire encadré par le quai André-Citroën (n°39), l'avenue Émile-Zola et la rue de Javel.
Conçue par les architectes Le Maresquier & Heckly en 1972, la tour Mirabeau comprend près de 35 000 m² sur 18 étages. Elle a été acquise en mars 2013 par la foncière Gecina.
Elle accueille notamment les sièges de l'Arcom et du BRGM, ainsi que diverses directions d'administration centrale du ministère du Travail (dont la DAGEMO à partir de 1990, la DGT à partir de 2002 et la DARES à partir de 2003 ou encore la DILTI au cours des années 2000).